# Plaza de España (Zaragoza)

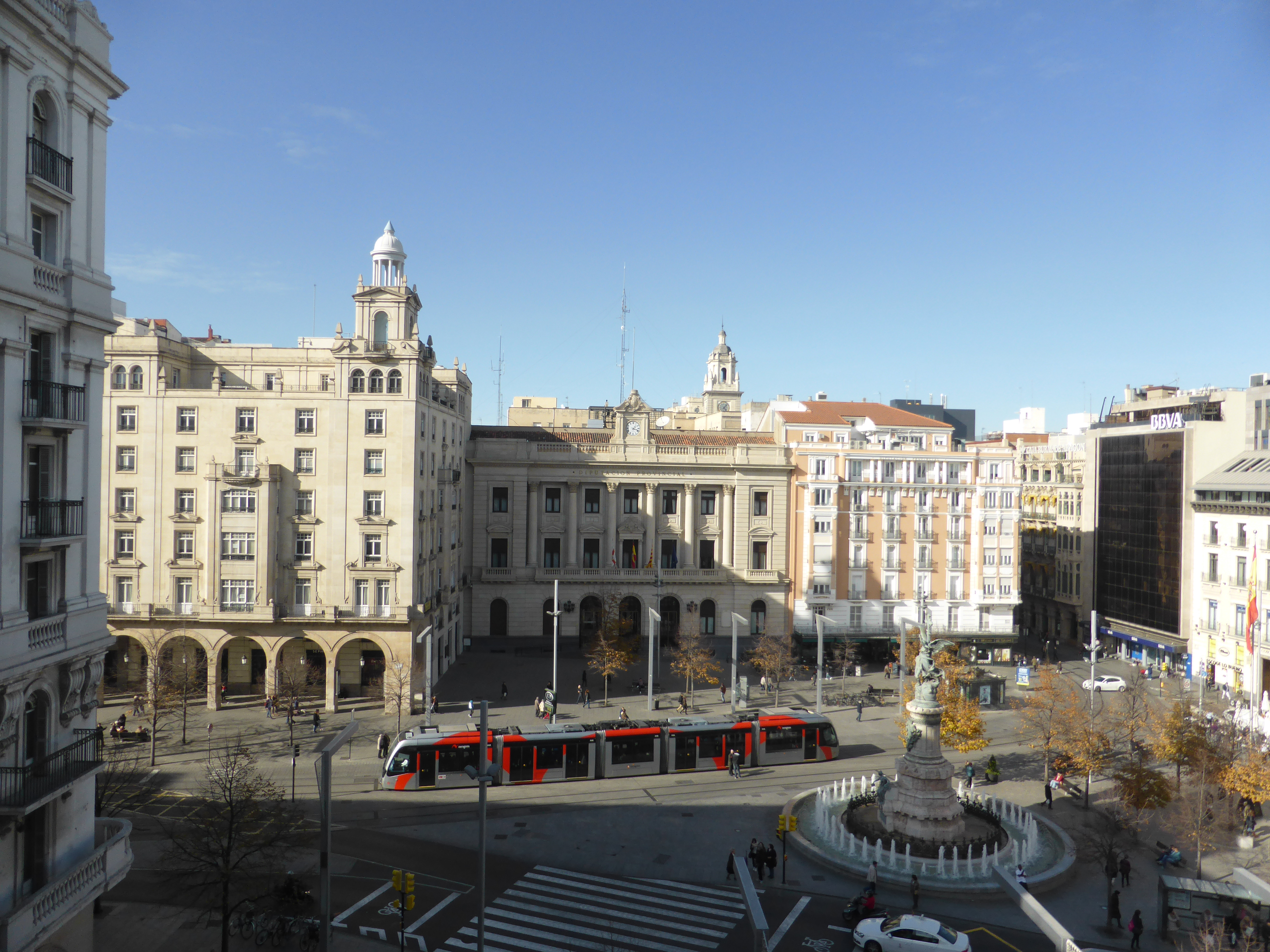
La Plaza de España, desde un 5.º piso.

La plaza de España es una plaza en el centro de Zaragoza que se sitúa en uno de los extremos del Paseo de la Independencia, y que se comunica con El Coso. Esta plaza junto a la plaza del Pilar son las dos plazas más importantes de la ciudad.

## Edificios y monumentos

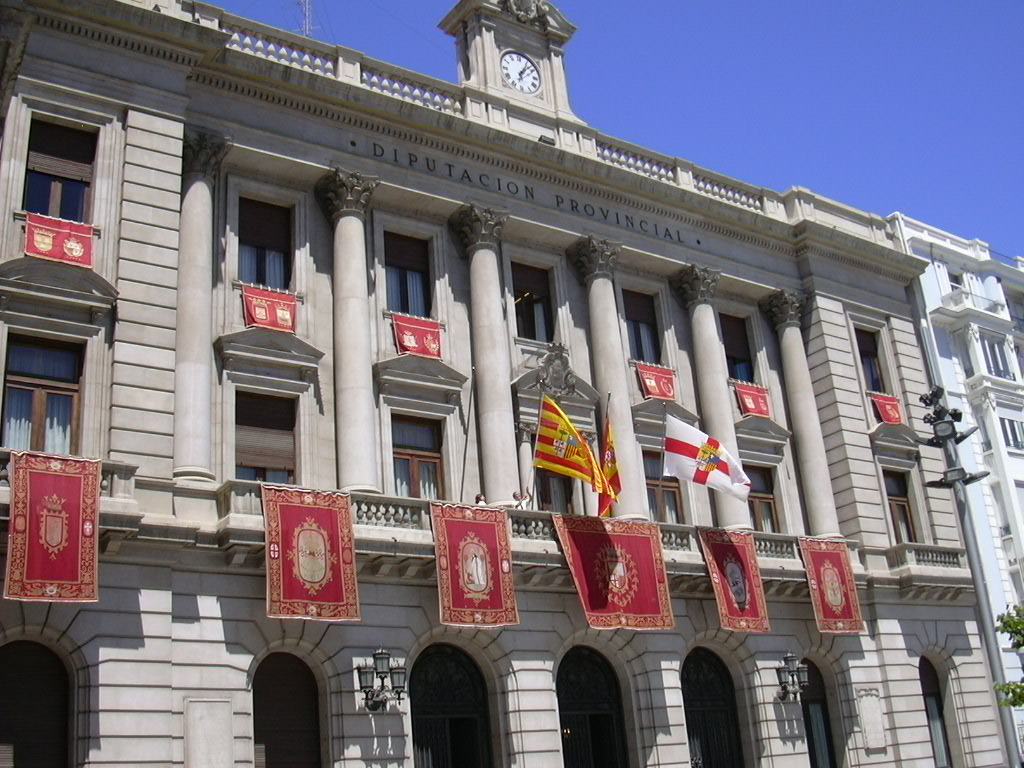
Fachada del Palacio de la Diputación Provincial

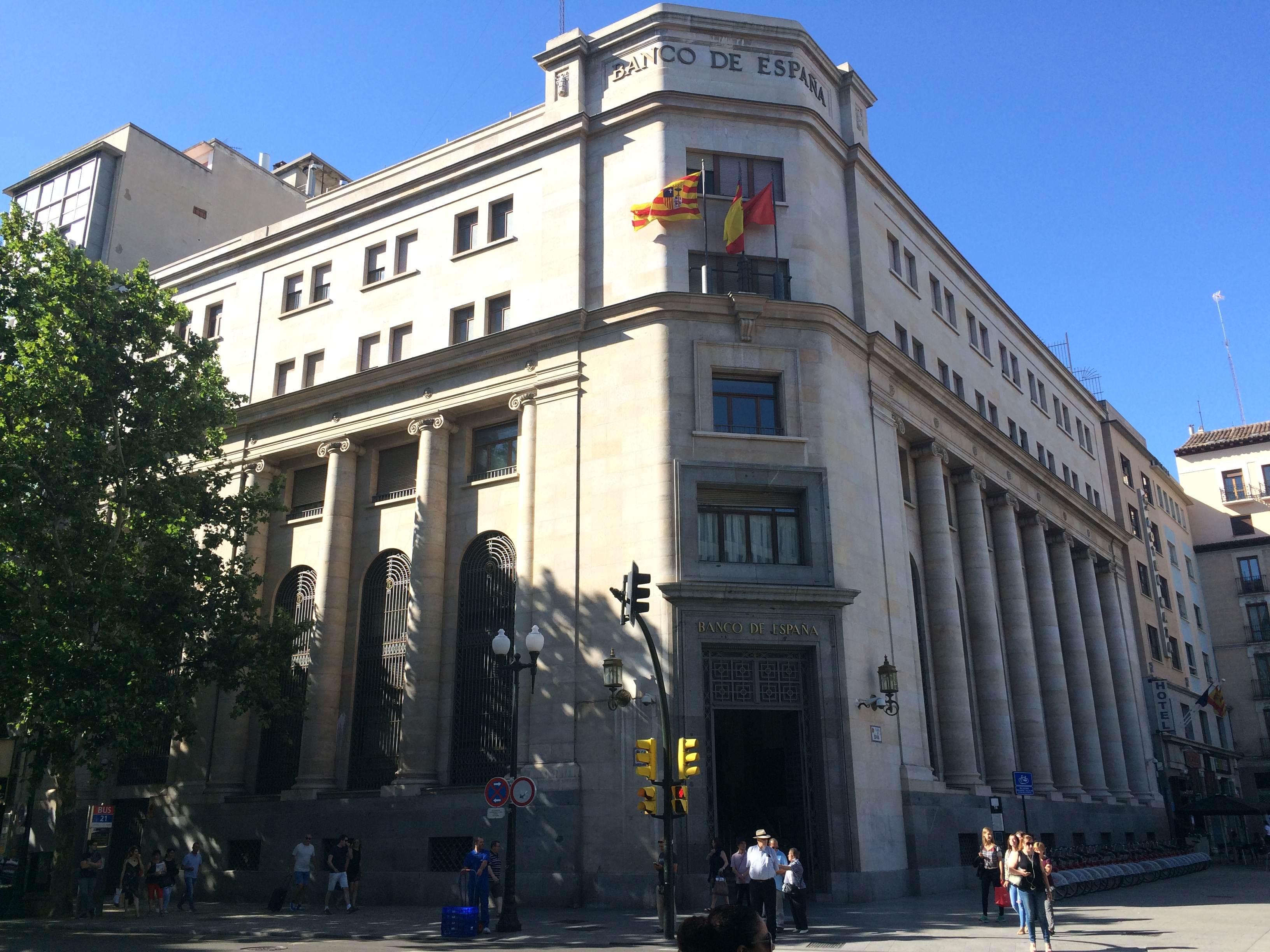
Edificio del Banco de España

En esta plaza se encuentran edificios importantes como la sede de la Diputación Provincial o la sede del Banco de España en Zaragoza, y en el centro de la plaza se encuentra el Monumento a los Mártires de Ricardo Magdalena.

## Transporte público

### Tranvía
L1 Mago de Oz - Av. Academia: Plaza España

### Bus urbano diurno
22 Compromiso de Caspe - Bombarda
30 Las Fuentes - Plaza Paraíso
35 Parque Goya - Vía Hispanidad
40 San José - Plaza Paraíso

### Bus urbano nocturno
N1 Plaza Aragón - Plaza Aragón
N5 Plaza Aragón - Plaza Aragón

## Galería

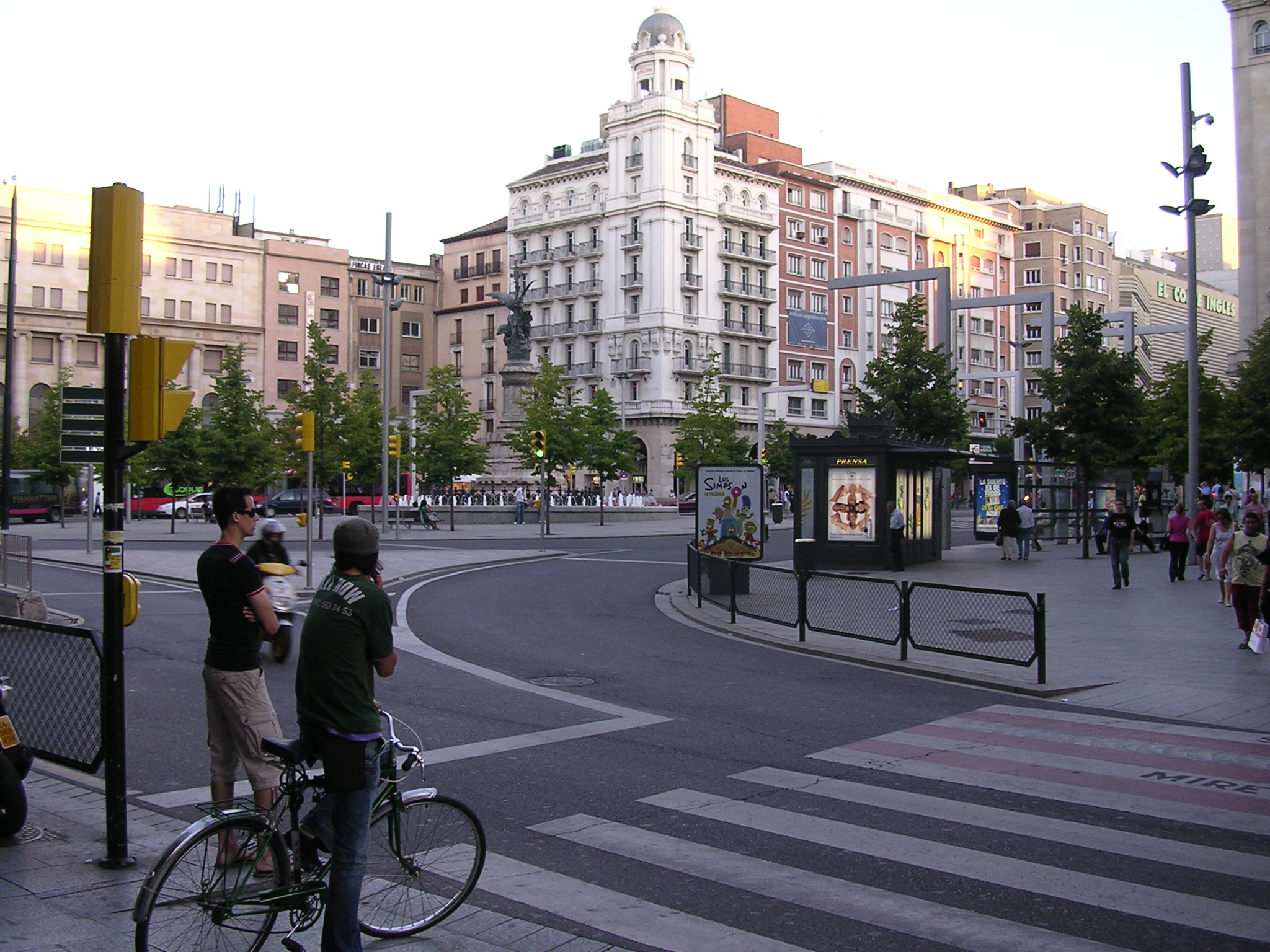
Vista de la Plaza de España desde El Coso.
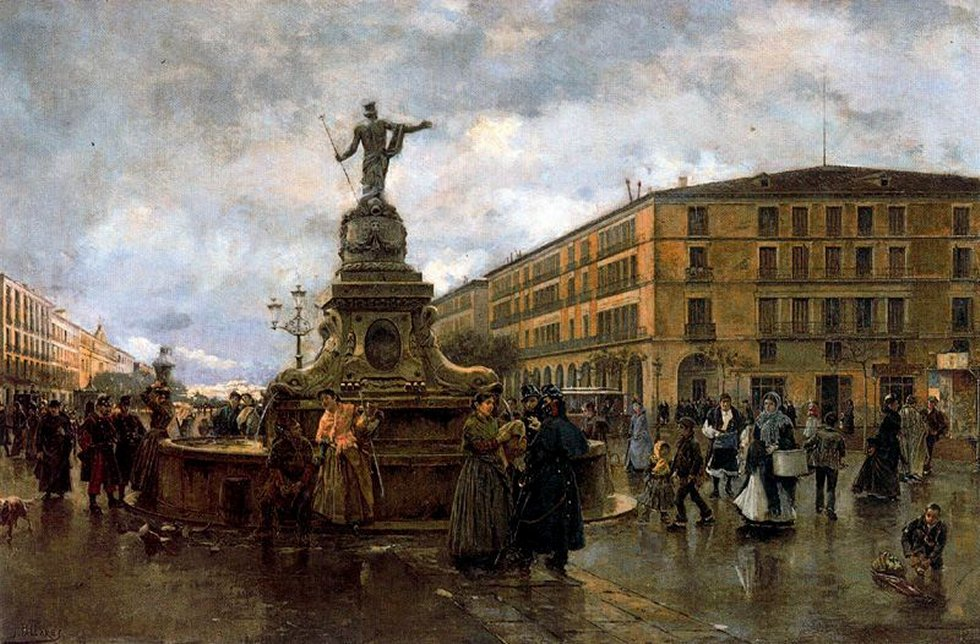
La plaza en 1890 con la Fuente de la Princesa.
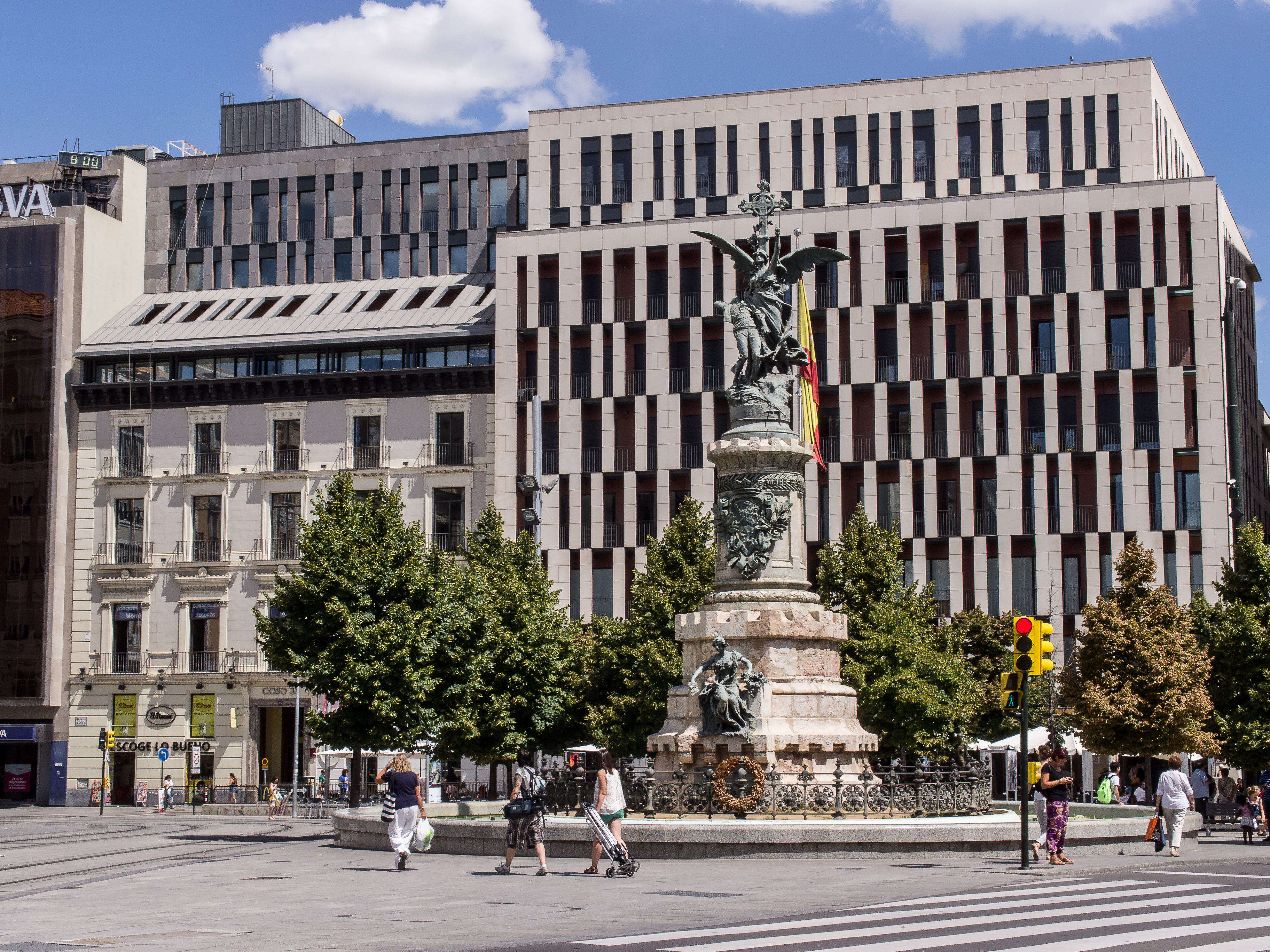
Vista panorámica.
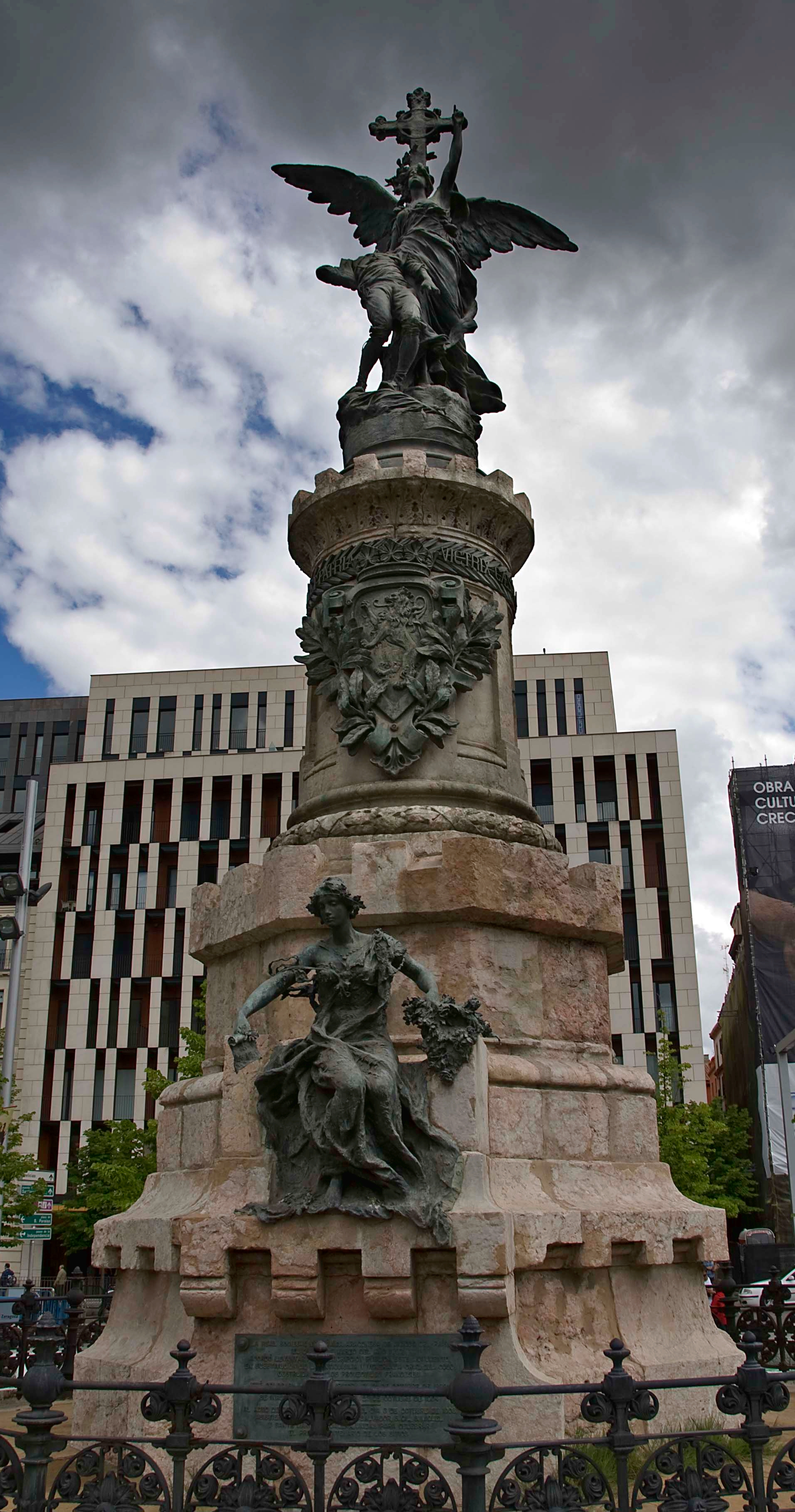
Monumento a los mártires de la religión y de la patria.
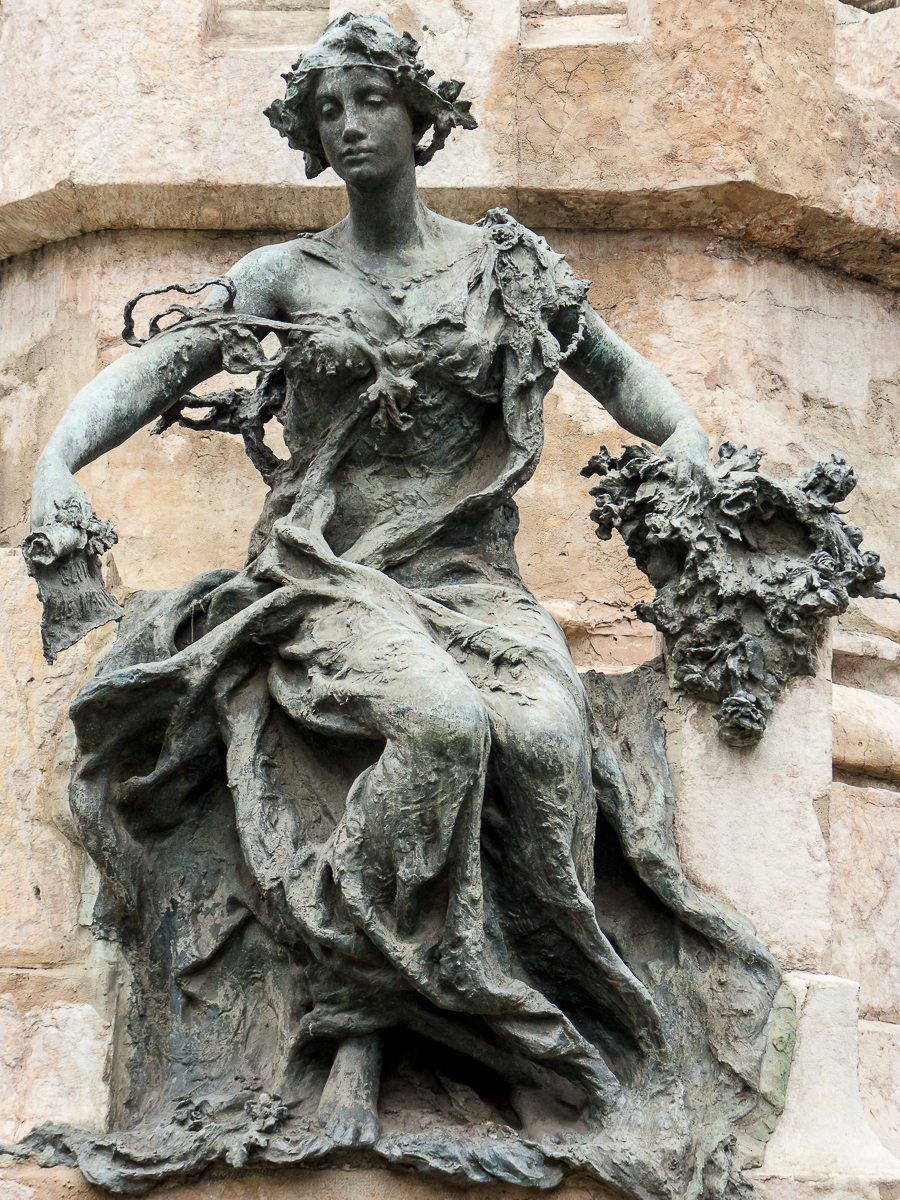
Detalle del Monumento a los mártires.
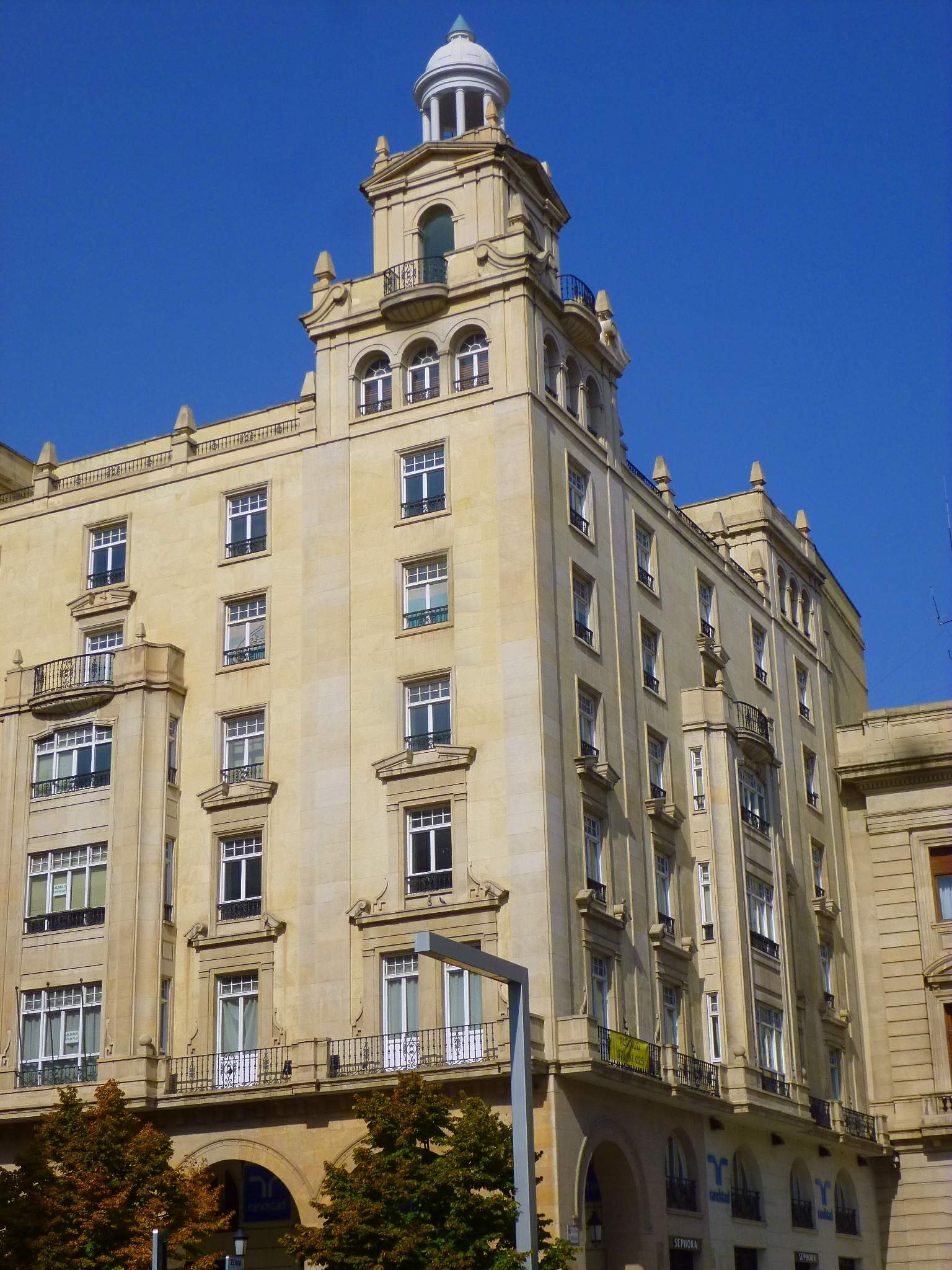
Edificio, esquina con Pº de la Independencia.
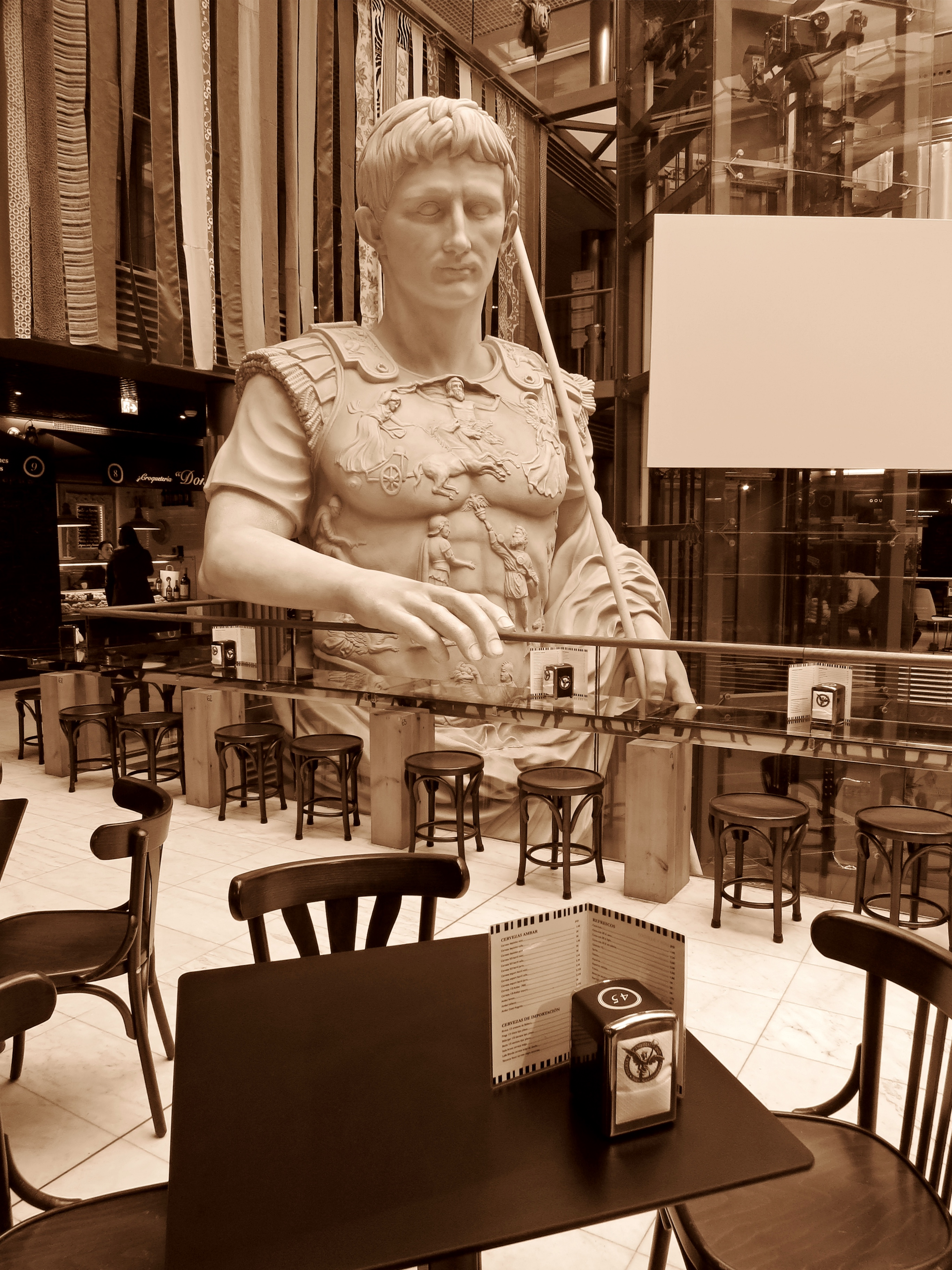
Puerta Cinegia gastronómica.